# E poi finisco per amarti
E poi finisco per amarti è un singolo del cantautore italiano Motta, pubblicato il 7 aprile 2021.

## Video musicale
Il videoclip, diretto dagli YouNuts!, è stato pubblicato il 12 aprile 2021 attraverso il canale YouTube del cantautore.

## Tracce
Testi di Pacifico e Francesco Motta.
1. E poi finisco per amarti – 3:45